# João Bosco Oliver de Faria
João Bosco Oliver de Faria (* 30. Oktober 1939 in São João del Rei) ist ein brasilianischer Geistlicher und emeritierter römisch-katholischer Erzbischof von Diamantina.

## Leben
Er empfing am 3. Juli 1968 die Priesterweihe und war zunächst Pfarrer in Pouso Alegre.
Am 5. August 1987 ernannte ihn Papst Johannes Paul II. zum Weihbischof in Pouso Alegre und zum Titularbischof von Feradi Maius. Die Bischofsweihe spendete ihm der Erzbischof von Pouso Alegre, José d’Angelo Neto, am 12. Oktober desselben Jahres. Mitkonsekratoren waren der Erzbischof von Uberaba, Benedito de Ulhôa Vieira, und der Altbischof von Assis, José Lázaro Neves CM.
Am 8. Januar 1992 wurde er zum Bischof von Patos de Minas ernannt. Die Amtseinführung fand am 22. Februar desselben Jahres statt. Am 30. Mai 2007 ernannte ihn Papst Benedikt XVI. als Nachfolger von Paulo Lopes de Faria zum Erzbischof von Diamantina.
Am 9. März 2016 nahm Papst Franziskus seinen altersbedingten Rücktritt an.